# Liam Lawson
Liam Lawson (Hastings, 11 de fevereiro de 2002) é um automobilista neozelandês que atualmente compete na Fórmula 1 pela equipe Racing Bulls.
Estreou na categoria em 2023 com a equipe AlphaTauri, substituindo o titular Daniel Ricciardo após fratura no braço devido a uma batida no treino livre 2 (TL2) do Grande Prêmio dos Países Baixos de 2023, e realizou cinco corridas até a recuperação de Ricciardo. Em 2024, substituiu Ricciardo na Visa Cash App RB em definitivo a partir do Grande Prêmio dos Estados Unidos. Em 2025, estava programado para disputar a temporada completa pela Red Bull Racing, mas só competiu com a equipe principal nos Grandes Prêmios da Austrália e da China. Lawson foi campeão da Toyota Racing Series em 2019 e é membro da Red Bull Junior Team.

## Biografia
Liam Lawson nasceu em Hastings, cidade situada na Ilha do Norte da Nova Zelândia, mas se criou em Pukekohe. Ele é filho de Jared e Kristy Lawson, tem duas irmãs mais velhas chamadas Jessica e Holly, e dois irmãos mais novos chamados Marcos e Leah. Sua família é de classe média, seus pais tiveram que vender a casa para financiar a carreira dele no automobilismo, e suas irmãs Jessica e Holly, campeãs de dança irlandesa, desistiram da carreira para que todos os esforços fossem concentrados nele. Anos mais tarde, o próprio Liam afirmou em entrevista à GQ que seus pais não tinham uma casa por causa dele.
Desde meados de 2022, Liam está em um relacionamento com a estudante de medicina californiana Hannah St. John, que o acompanhou em diversas provas da F1.

## Carreira

### Anos iniciais
Liam Lawson começou a praticar cartismo aos sete anos de idade, competindo em vários campeonatos na Nova Zelândia, incluindo dois títulos em 2014.
Em 2015, ele fez sua estreia em monopostos na Formula First Manfield Winter Series com a Sabre Motorsport, conquistando uma vitória e dez pódios para terminar em segundo na classificação geral. Poucos meses depois, ele participou do campeonato de Fórmula First da Nova Zelândia, obtendo uma vitória e o título de Novato do Ano. No ano seguinte, ele se tornou campeão da NZ F1600 Championship Series, obtendo quatorze vitórias em quinze corridas e se tornando o mais jovem campeão da história da categoria e o mais jovem campeão da Fórmula Ford de todos os tempos.
Em 2017, ele se mudou para o Campeonato Australiano de Fórmula 4 com a BRM, conquistando cinco vitórias, 300 pontos e se tornando vice-campeão, perdendo para o experiente Nick Rowe por 78 pontos. No ano seguinte, ele correu na ADAC Fórmula 4 com a equipe Van Amersfoort Racing e recebeu apoio do campeão da IndyCar, Scott Dixon. Ele conquistou três vitórias e três pole positions, obtendo a segunda posição no campeonato atrás de Lirim Zendeli.
Em novembro de 2018, Lawson competiu na final da temporada do Campeonato Asiático de F3 com a equipe irlandesa Pinnacle Motorsport. Ele passou a dominar o fim de semana, conquistando todas as vitórias, voltas mais rápidas e pole positions oferecidas para terminar em oitavo no campeonato.
Com a M2 Competition, participou da Toyota Racing Series de 2019. Ele venceu o Grande Prêmio da Nova Zelândia realizado no Circuito de Manfeild e dois outros eventos, garantindo o título após uma batalha com o compatriota da Ferrari Driver Academy, Marcus Armstrong. No ano seguinte, Lawson conquistou mais cinco vitórias e terminou em segundo na classificação, atrás do nipo-brasileiro Igor Fraga, mas à frente do futuro piloto de Fórmula 1, Yuki Tsunoda.
Lawson estava pronto para participar da temporada inaugural do Fórmula Masters Europeia com a Motopark, ao lado de Tsunoda, mas por conta do cancelamento do campeonato, tanto o neozelandês quanto o japonês seguiram a equipe alemã para a Eurofórmula Open de 2019. Lawson venceu as corridas de abertura em Paul Ricard e o Grande Prêmio de Pau. Ele se ausentou das rodadas de Spielberg e de Silverstone, mas ao retornar, conquistaria mais duas vitórias para se tornar vice-campeão, atrás de Marino Sato por 28 pontos. No entanto, ele venceu o campeonato de novatos, ficando 9 pontos acima de Linus Lundqvist e superando futuros colegas da F1, como Tsunoda e também Jack Doohan.

### Fórmula 3

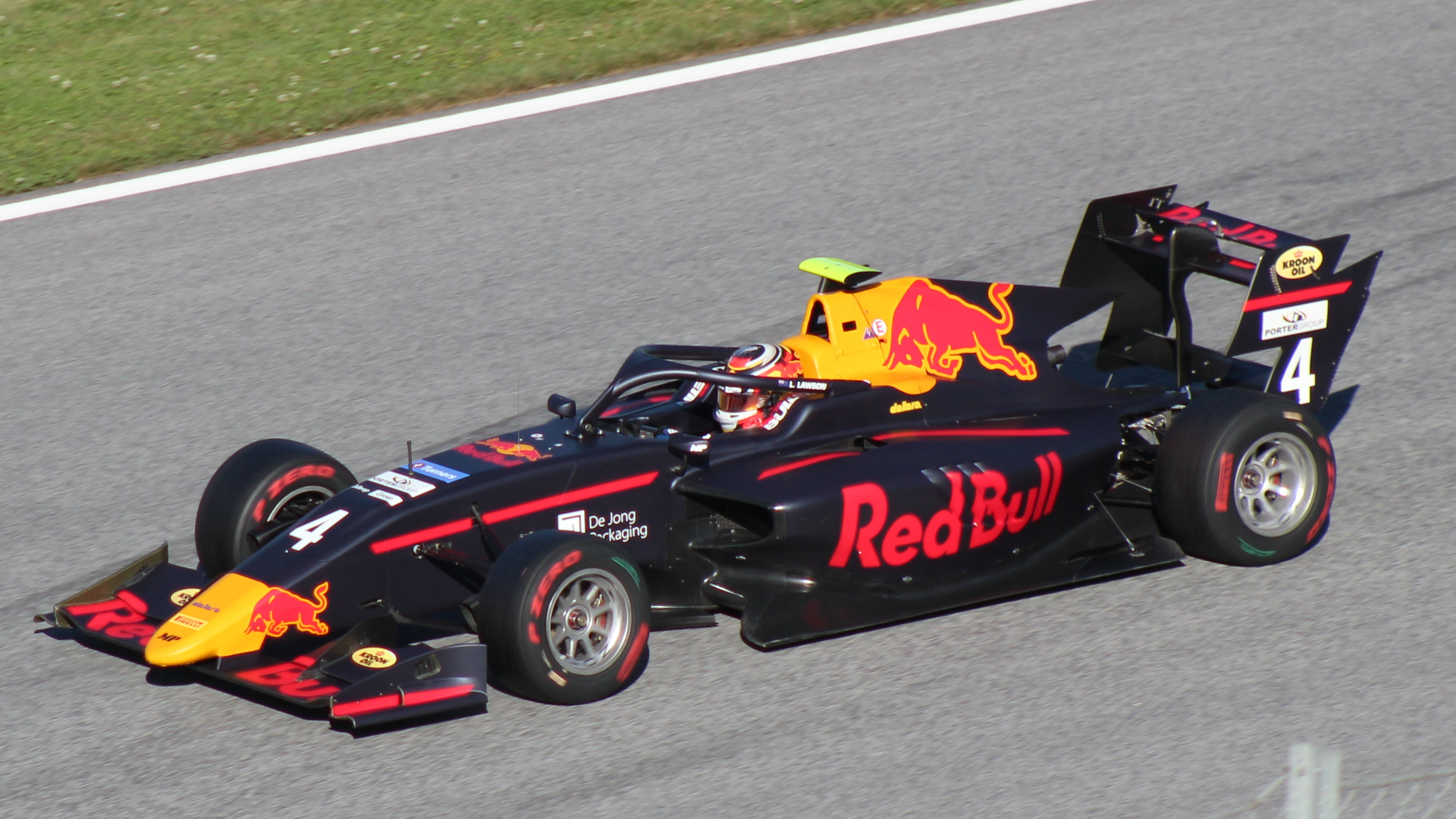
Lawson na etapa austríaca da Fórmula 3 em 2019

Em 2019, Lawson foi contratado pela equipe MP Motorsport para a disputa da temporada inaugural do Campeonato de Fórmula 3 da FIA. Seus companheiros foram o neerlandês Richard Verschoor e o finlandês Simo Laaksonen. Liam fez os dois únicos pódios da equipe nesse ano, e terminou o campeonato com 41 pontos, sendo o décimo primeiro colocado, com sete pontos a mais que Verschoor, classificado em 13º lugar, e bem acima de Laaksonen, que só fez 2 pontos e se classificou em 23º. Nesse mesmo ano, Lawson participou do Grande Prêmio de Macau com a MP, se classificando em sétimo lugar.
Lawson se transferiu para a Hitech Grand Prix para a disputa da temporada de 2020, sendo companheiro do colega norueguês da RBJT Dennis Hauger e do britânico Max Fewtrell. O neozelandês teve três vitórias e seis pódios, terminando esse ano em quinto lugar, com 143 pontos, sendo novamente o melhor piloto da sua equipe, já que Hauger foi apenas o décimo sétimo colocado, com 14 pontos, e Fewtrell, substituído por Pierre-Louis Chovet a partir da sétima rodada, conquistou apenas 5 pontos e foi o vigésimo.

### Fórmula 2
Em 15 de janeiro de 2021, foi anunciado que Liam Lawson disputaria o Campeonato de Fórmula 2 da FIA de 2021 com a equipe Hitech Grand Prix, com seu colega estoniano da Red Bull Junior Team Jüri Vips sendo seu companheiro. Sua primeira vitória veio já na etapa de estreia, a corrida curta do Barém, mas foi o seu único triunfo no ano. Ele obteve mais uma pole position e três pódios, terminando o campeonato em nono lugar, com 103 pontos, apenas dois a menos do que  Felipe Drugovich, e dezessete pontos atrás de seu companheiro Vips, o sexto colocado.

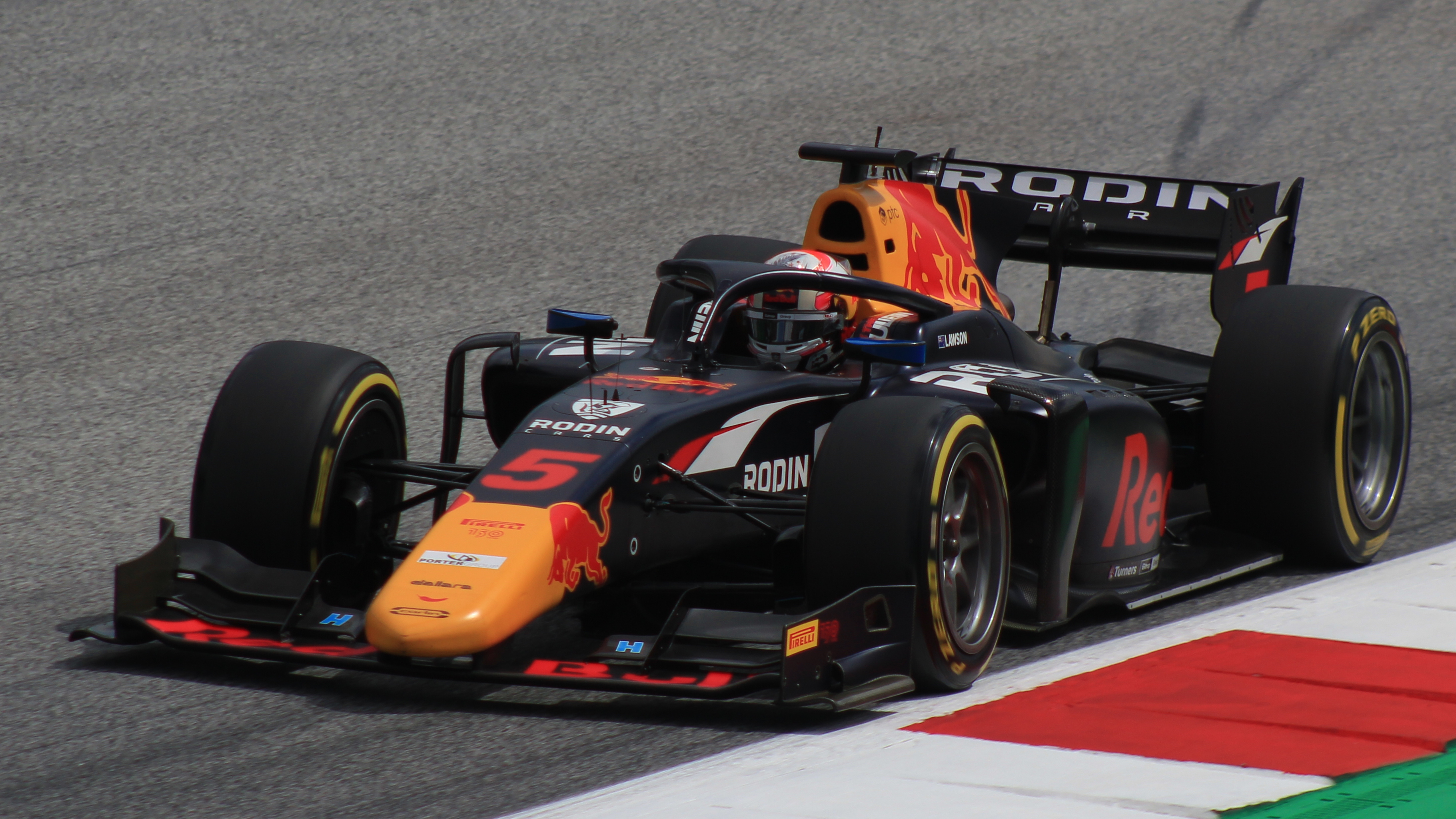
Lawson no Red Bull Ring em 2022

Para a disputa da temporada de 2022, transferiu-se para a Carlin, tendo como companheiro o estadunidense Logan Sargeant. Nessa temporada, ele terminou em terceiro lugar, sua melhor posição, vencendo quatro corridas e acumulando dez pódios, apenas um ponto acima do companheiro Sargeant, o quarto colocado, mas com quinze pontos a menos do que o vice-campeão Théo Pourchaire, e com 116 pontos de desvantagem para o campeão Drugovich.

### DTM
Em 2021, Lawson conciliou a sua temporada de estreia na F2 com a DTM, competindo pela equipe Red Bull AF Corse. Ele disputou o título até as últimas provas, mas foi derrotado após sofrer uma colisão com Kelvin van der Linde, da Abt Sportsline, na curva 1. E depois, um jogo de equipe da Mercedes favoreceu Maximiliam Götz a conquistar o título, deixando Lawson com o vice campeonato. O neozelandês se mostrou insatisfeito com o desfecho do campeonato e não disputou a DTM no ano seguinte, mas se sentiu grato pela experiência que adquiriu na categoria.

### Super Fórmula Japonesa
Em 2023, Lawson deixou a Fórmula 2 e competiu pela equipe Mugen na Super Fórmula Japonesa. Ele brigou pelo título com o japonês Ritomo Miyata, da equipe TOM's. mas terminou com o vice, ficando apenas oito pontos atrás de Miyata, mas ajudou a Mugen a vencer o campeonato de equipes. Lawson conciliou esse campeonato com a sua participação na Fórmula 1, aproveitando o longo período de intervalo entre as etapas de Motegi e de Suzuka.

### Fórmula 1

#### AlphaTauri
Em fevereiro de 2019, Lawson foi nomeado como um novo membro da Red Bull Junior Team. Ele foi designado o piloto reserva da equipe AlphaTauri para a temporada da Fórmula 1 de 2023. A AlphaTauri definiu Lawson como piloto titular no Grande Prêmio dos Países Baixos de 2023, substituindo Daniel Ricciardo, após o piloto titular sofrer uma fratura no braço devido a uma batida no treino livre 2 (TL2). Lawson, que correu por cinco etapas até a recuperação de Ricciardo, teve como melhor resultado o nono lugar no Grande Prêmio de Singapura, que lhe garantiu dois pontos e a vigésima posição no campeonato de pilotos.

#### RB
Em setembro de 2024, a Visa Cash App RB anunciou Lawson como substituto de Daniel Ricciardo a partir do Grande Prêmio dos Estados Unidos. Para este ano, Lawson optou por usar o número 30 em seu carro, numa homenagem ao seu mentor Mat Kinsman. O neozelandês pontuou em duas provas: na sua estreia nos EUA, e em São Paulo, em ambas conseguindo o nono lugar. Esses resultados lhe renderam quatro pontos e a 21ª posição no mundial de pilotos. Lawson afirmou estar feliz com seu desempenho, embora reconheça que ainda tem "pontos de aprendizado".

#### Red Bull
Em 19 de dezembro de 2024, foi anunciado como piloto da Red Bull Racing para a temporada de Fórmula 1 de 2025, entrando no lugar de Sergio Pérez, que deixou a Red Bull ao final da temporada de 2024, e sendo o mais novo companheiro de Max Verstappen. Lawson agradeceu à equipe pela oportunidade, dizendo que essa promoção era um "sonho de uma vida".
Sua estreia com a equipe foi no GP da Austrália, que Lawson falhou em passar para o Q2, se classificando em 18º, mas largou do pit-lane, e posteriormente, abandonou. Na etapa seguinte, a da China, Lawson se classificou em último tanto na corrida sprint quanto na principal. Ele voltou a largar do pit-lane, aproveitando para fazer modificações em seu carro visando melhorar seu desempenho, mas segundo o próprio piloto, as mudanças só serviram para deixar o carro "muito mais lento". Lawson concluiu a prova em 15º lugar, mas avançou três posições, beneficiado pelas desclassificações do piloto da Alpine Pierre Gasly e dos ferraristas Charles Leclerc e Lewis Hamilton.
Rumores sobre a substituição de Lawson na Red Bull começaram a circular com mais força após a etapa chinesa, e eles se confirmaram no final de março, com Christian Horner afirmando que a decisão da troca era para "proteger e desenvolver Liam", e Helmut Marko dizendo que a promoção do neozelandês foi "um erro". Mas muitos criticaram o fato da Red Bull dispensar Lawson após ele disputar apenas duas corridas, com o neerlandês Giedo van der Garde fazendo uma longa postagem em sua rede social afirmando que a decisão da Red Bull servia mais para gerar "bullying ou de criar pânico", e o jornal neozelandês The New Zealand Herald criando uma charge modificando o slogan da marca de energéticos para “Red Bull corta suas asas”, com um desenho de Lawson com o macacão da equipe e suas asas despedaçadas.

#### Racing Bulls
Em 27 de março, a Red Bull confirmou que Lawson havia sido substituído por Yuki Tsunoda pelo restante da temporada de 2025, com Lawson retornando para a Racing Bulls. Com isso, ele passou a ser companheiro do estreante Isack Hadjar.

## Registros na carreira

### Sumário
| Temporada | Categoria                                 | Equipe                     | Corridas                   | Vitórias                   | Poles                      | V.M.R.                     | Pódios                     | Pontos                     | Class.                     |
| --------- | ----------------------------------------- | -------------------------- | -------------------------- | -------------------------- | -------------------------- | -------------------------- | -------------------------- | -------------------------- | -------------------------- |
| 2015      | Fórmula First Manfeild (série de inverno) | Sabre Motorsport           | 12                         | 1                          | 1                          | 1                          | 10                         | 631                        | 2.º                        |
| 2015–16   | Fórmula First da Nova Zelândia            | Sabre Motorsport           | 24                         | 1                          | 0                          | 1                          | 3                          | 1028                       | 6.º                        |
| 2016–17   | NZ F1600 Championship Series              | Liam Lawson Motorsport     | 15                         | 14                         | 5                          | 12                         | 15                         | 605                        | 1.º                        |
| 2017      | Campeonato Australiano de Fórmula 4       | Team BRM                   | 21                         | 5                          | 1                          | 1                          | 12                         | 300                        | 2.º                        |
| 2017      | Campeonato Vitoriano de Fórmula Vee       | JRD                        | 3                          | 0                          | 0                          | 0                          | 1                          | 60                         | 15.º                       |
| 2017      | Mazda Road to Indy Shootout               | Lucas Oil School of Racing | 1                          | 0                          | 0                          | 0                          | 0                          | -                          | Finalista                  |
| 2018      | ADAC Fórmula 4                            | Van Amersfoort Racing      | 20                         | 3                          | 3                          | 0                          | 9                          | 234                        | 2.º                        |
| 2018      | Fórmula 3 Asiática                        | Pinnacle Motorsport        | 3                          | 3                          | 2                          | 3                          | 3                          | 75                         | 8.º                        |
| 2019      | Fórmula 3                                 | MP Motorsport              | 16                         | 0                          | 0                          | 0                          | 2                          | 41                         | 11.º                       |
| 2019      | Grande Prémio de Macau                    | MP Motorsport              | 1                          | 0                          | 0                          | 0                          | 0                          | N/A                        | 7.º                        |
| 2019      | Eurofórmula Open                          | Motopark                   | 14                         | 4                          | 2                          | 1                          | 7                          | 179                        | 2.º                        |
| 2019      | Toyota Racing Series                      | M2 Competition             | 15                         | 5                          | 4                          | 5                          | 11                         | 356                        | 1.º                        |
| 2020      | Fórmula 3                                 | Hitech Grand Prix          | 18                         | 3                          | 1                          | 1                          | 6                          | 143                        | 5.º                        |
| 2020      | Toyota Racing Series                      | M2 Competition             | 15                         | 5                          | 4                          | 7                          | 10                         | 356                        | 2.º                        |
| 2021      | Fórmula 2                                 | Hitech Grand Prix          | 23                         | 1                          | 1                          | 2                          | 3                          | 103                        | 9.º                        |
| 2021      | Deutsche Tourenwagen Masters              | Red Bull AF Corse          | 16                         | 3                          | 4                          | 1                          | 10                         | 227                        | 2.º                        |
| 2022      | Fórmula 2                                 | Carlin                     | 28                         | 4                          | 0                          | 3                          | 10                         | 149                        | 3.º                        |
| 2022      | Fórmula 1                                 | Scuderia AlphaTauri        | Piloto reserva e de testes | Piloto reserva e de testes | Piloto reserva e de testes | Piloto reserva e de testes | Piloto reserva e de testes | Piloto reserva e de testes | Piloto reserva e de testes |
| 2022      | Fórmula 1                                 | Oracle Red Bull Racing     | Piloto reserva e de testes | Piloto reserva e de testes | Piloto reserva e de testes | Piloto reserva e de testes | Piloto reserva e de testes | Piloto reserva e de testes | Piloto reserva e de testes |
| 2023      | Super Fórmula Japonesa                    | Team Mugen                 | 9                          | 3                          | 1                          | 2                          | 4                          | 106.5                      | 2.º                        |
| 2023      | Fórmula 1                                 | Scuderia AlphaTauri        | 5                          | 0                          | 0                          | 0                          | 0                          | 2                          | 20.º                       |
| 2023      | Fórmula 1                                 | Oracle Red Bull Racing     | Piloto reserva             | Piloto reserva             | Piloto reserva             | Piloto reserva             | Piloto reserva             | Piloto reserva             | Piloto reserva             |
| 2024      | Fórmula 1                                 | Visa Cash App RB F1 Team   | 6                          | 0                          | 0                          | 0                          | 0                          | 4                          | 21º                        |
| 2024      | Fórmula 1                                 | Oracle Red Bull Racing     | Piloto reserva             | Piloto reserva             | Piloto reserva             | Piloto reserva             | Piloto reserva             | Piloto reserva             | Piloto reserva             |
| 2025      | Fórmula 1                                 | Oracle Red Bull Racing     | 2                          | 0                          | 0                          | 0                          | 0                          | 0*                         | 17º*                       |
| 2025      | Fórmula 1                                 | Racing Bulls               | 4                          | 0                          | 0                          | 0                          | 0                          | 0*                         | 17º*                       |

### Resultados na Fórmula 1
Legenda: (Corridas em negrito indicam pole position); (Corridas em itálico indicam volta mais rápida)
| Ano  | Equipe                             | Chassi               | Motor               | 1       | 2      | 3      | 4      | 5      | 6       | 7      | 8      | 9      | 10      | 11     | 12      | 13     | 14     | 15    | 16     | 17     | 18     | 19     | 20     | 21     | 22     | 23     | 24      | Class. | Pts. |
| ---- | ---------------------------------- | -------------------- | ------------------- | ------- | ------ | ------ | ------ | ------ | ------- | ------ | ------ | ------ | ------- | ------ | ------- | ------ | ------ | ----- | ------ | ------ | ------ | ------ | ------ | ------ | ------ | ------ | ------- | ------ | ---- |
| 2023 | Scuderia AlphaTauri                | AlphaTauri AT04      | Honda RBPTH001 V6 t | BHR NP  | SAU NP | AUS NP | AZE NP | MIA NP | MON NP  | ESP NP | CAN NP | AUT NP | GBR NP  | HUN NP | BEL NP  | NED 13 | ITA 11 | SIN 9 | JPN 11 | QAT 17 | USA NP | MXC NP | SAP NP | LAS NP | ABU NP |        |         | 20º    | 2    |
| 2024 | Visa Cash App RB F1 Team           | VCARB 01             | Honda RBPTH002 V6 t |         |        |        |        |        |         |        |        |        |         |        |         |        |        |       |        |        |        | USA 9  | MXC 16 | SAP 9  | LAS 16 | QAT 14 | ABU 17† | 21º    | 4    |
| 2025 | Oracle Red Bull Racing             | Red Bull Racing RB21 | Honda RBPT          | AUS Ret | CHN 12 |        |        |        |         |        |        |        |         |        |         |        |        |       |        |        |        |        |        |        |        |        |         | 17º*   | 20   |
| 2025 | Visa Cash App Racing Bulls F1 Team | VCARB 02             | Honda RBPT          |         |        | JPN 17 | BHR 16 | SAU 12 | MIA Ret | EMI 14 | MON 8  | ESP 11 | CAN Ret | AUT 6  | GBR Ret |        | HUN 8  | NED   | ITA    | AZE    | SIN    | USA    | MXC    | SAP    | LAS    | QAT    | ABU     | 17º*   | 20   |